# Chartella tenella
Espèce
Synonymes
- Flustra tenella Hinck, 1887
- Flustra papyracea Calvet, 1902
- Flustra securifrons var. tenella Friedl, 1917
- Flustra laciniosa Barroso, 1921
- Flustra barrosoi Calvet, 1927[2]

Chartella tenella, la Chartelle délicate de Méditerranée, est une espèce de bryozoaires de la famille des Flustridae. Cet ectoprocte marin est endémique de Méditerranée. Il se développe en colonies de 1 à 5 cm de hauteur.

## Répartition et habitat
L'espèce est endémique de Méditerranée : elle est présente en mer d'Alboran, sur les côtes de l'Espagne, de la Tunisie, de la France et de l'Italie. C. tenella s'observe depuis l'étage infralittoral jusqu'à une profondeur de 150 voire 200 m, sur des fonds rocheux.

## Description
Les colonies formées par la Chartelle délicate de Méditerranée dépassent rarement 5 cm de hauteur. Les colonies sont composées de nombreuses ramifications épaisses de quelques millimètres. Ces lanières ont une coloration jaune pâle et sont recouvertes de centaines de zoïdes sur les deux faces.
Ce bryozaire présente des risques de confusion avec Chartella papyrea qui partage la même zone de distribution : cette seconde espèce se distingue par la présence de zoïdes sur une seule face des lanières.

## Écologie
Les colonies de C. tenella fortement développées abritent une vie importante, notamment d'autres bryozoaires épibiontes comme Aetea truncata.